# (17698) Racheldavis
(17698) Racheldavis est un astéroïde de la ceinture principale.

## Description
(17698) Racheldavis est un astéroïde de la ceinture principale. Il fut découvert le 10 mars 1997 à Socorro (Nouveau-Mexique) par le projet LINEAR. Il présente une orbite caractérisée par un demi-grand axe de 3,12 UA, une excentricité de 0,05 et une inclinaison de 11,2° par rapport à l'écliptique.

## Compléments